# Cedynia (gmina)
Cedynia – gmina miejsko-wiejska położona jest w południowo-zachodniej części powiatu gryfińskiego. Siedzibą gminy jest miasto Cedynia.
Sąsiednie gminy:
- Chojna, Mieszkowice i Moryń (powiat gryfiński)

Gmina graniczy także z Republiką Federalną Niemiec:
- powiaty: Barnim, Märkisch-Oderland i Uckermark (land Brandenburgia)

Do 31 XII 1998 r. wchodziła w skład województwa szczecińskiego.
Miejsce w województwie (na 114 gmin):

powierzchnia 62., ludność 86.
Gmina stanowi 9,7% powierzchni powiatu.

## Demografia
Dane z 31 grudnia 2005:
| Opis                              | Ogółem | Ogółem | Kobiety | Kobiety | Mężczyźni | Mężczyźni |
| --------------------------------- | ------ | ------ | ------- | ------- | --------- | --------- |
| Jednostka                         | osób   | %      | osób    | %       | osób      | %         |
| Populacja                         | 4433   | 100    | 2222    | 50,12   | 2211      | 49,88     |
| Gęstość zaludnienia [mieszk./km²] | 24,6   | 24,6   | 12,3    | 12,3    | 12,2      | 12,2      |

- Liczba ludności:
  - w wieku przedprodukcyjnym: 978
  - w wieku produkcyjnym: 2 797
  - w wieku poprodukcyjnym: 574
- Saldo migracji: 5 (osób)
- Przyrost naturalny: -0,22‰ (-1 osoba)
- Stopa bezrobocia: 19% (2006)

| Rok  | Liczba ludności |
| ---- | --------------- |
| 1995 | 4 520           |
| 1996 | 4 512           |
| 1997 | 4 497           |
| 1998 | 4 475           |
| 1999 | 4 448           |
| 2000 | 4 456           |
| 2001 | 4 458           |
| 2002 | 4 452           |
| 2003 | 4 420           |
| 2004 | 4 429           |
| 2005 | 4 433           |

Gminę zamieszkuje 5,2% ludności powiatu.

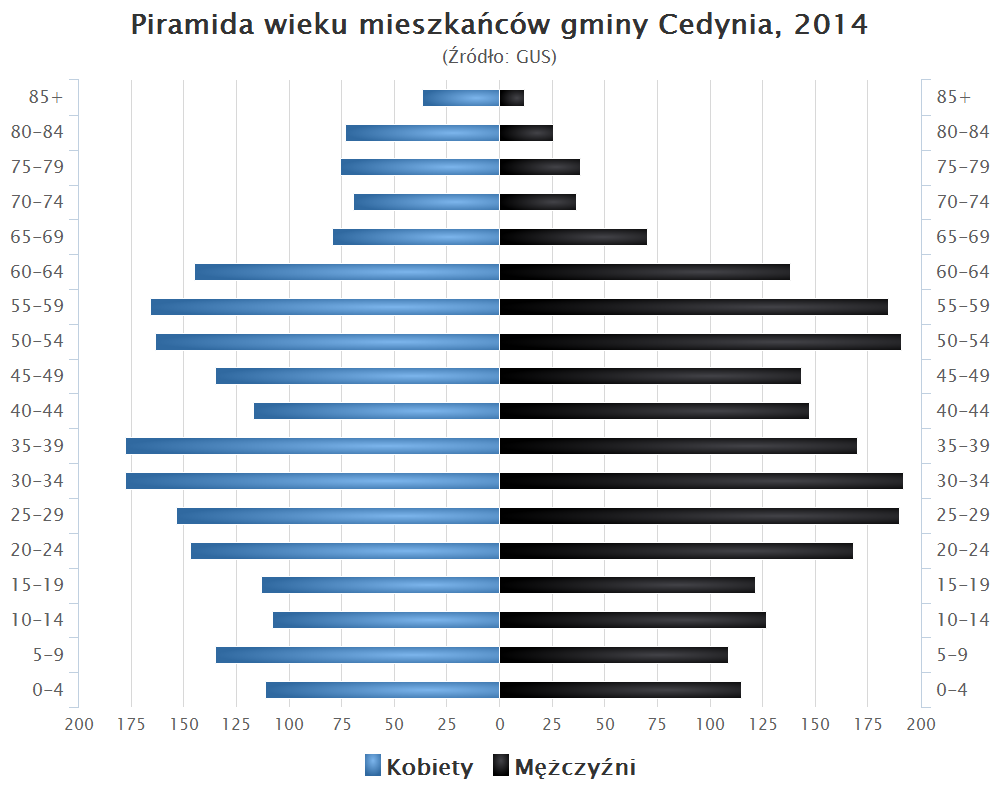
Piramida wieku mieszkańców gminy Cedynia w 2014 roku

## Przyroda i turystyka
Gmina leży na styku Doliny Dolnej Odry, Pojezierza Myśliborskiego, Kotliny Freienwalde i Równiny Gorzowskiej. Jest najdalej na zachód położoną gminą w województwie i w Polsce. W Osinowie Dolnym (a nie – jak często błędnie się podaje – w Siekierkach) znajduje się najdalej na zachód wysunięty punkt Polski – 52°50′00″N 14°07′00″E/52,833333 14,116667. Granicę zachodnią gminy wyznacza rzeka Odra. Większą część gminy zajmuje Cedyński Park Krajobrazowy, w którym znajdują się 4 rezerwaty: "Bielinek", "Olszyna Źródliskowa", "Dolina Świergotki" i "Wrzosowiska Cedyńskie". Przez gminę prowadzą 2 szlaki turystyczne – niebieski z Lubiechowa Górnego, przez Bielinek w kierunku Morynia i czerwony "Szlak Nadodrzański" Mieszkowice-Gryfino. W Osinowie Dolnym znajduje się, oprócz drogowego, także rzeczne przejście graniczne do Hohensaaten. Tereny leśne zajmują 40% powierzchni gminy, a użytki rolne 42%.

## Komunikacja
Przez gminę prowadzą drogi wojewódzkie nr 124 łącząca Cedynię z przejściem granicznym w Osinowie Dolnym (7 km) i dalej do niemieckiego Bad Freienwalde (Oder) (17 km) oraz z Chojną (20 km), nr 125 do Bielinka (9 km) i Morynia (15 km) oraz nr 126 z Osinowa Dolnego przez Siekierki (10 km) i Gozdowice (20 km) do Mieszkowic (31 km). Odległość z Cedyni do stolicy powiatu, Gryfina wynosi 58 km.
Cedynia uzyskała połączenie kolejowe w 1930 r. po wybudowaniu odcinka z Bad Freienwalde (Oder) przez Hohenwutzen. Odcinek Hohenwutzen – Cedynia miał krótki żywot, bowiem już w 1945 r. został rozebrany, przecięty nowo wytyczoną granicą państwową. Wcześniej, w 1892 r. zbudowano linię kolejową z Godkowa przez Siekierki do Wriezen. W latach 1945–1957 "niemiecki" odcinek Siekierki-Wriezen nie istniał. W 1991 r. polska część linii Godków-Siekierki została zamknięta.
W gminie czynny jest 1 urząd pocztowy: Cedynia (nr 74-520).
Komunikację autobusową w gminie zapewnia PKS Myślibórz. Docierają tu też autobusy PKS Szczecin i PKS Stargard. Bezpośrednie połączenia ze Szczecinem, Stargardem, Gryfinem, Chojną, Dębnem, Moryniem, Mieszkowicami i Choszcznem.

## Edukacja
Na terenie gminy znajdują się następujące placówki edukacyjne
- Szkoła Podstawowa w Cedyni im. Bohaterów I Armii Wojska Polskiego
- Gimnazjum w Cedyni im. Mieszka I
- Szkoła Podstawowa w Piasku im. Leśników Polskich

## Zabytki
- Kościół pw. Narodzenia NMP
- Klasztor cysterek
- Ratusz

## Administracja
W 2016 r. wykonane wydatki budżetu gminy Cedynia wynosiły 20,4 mln zł, a dochody budżetu 20,5 mln zł. Zobowiązania samorządu (dług publiczny) według stanu na koniec 2016 r. wynosiły 0,8 mln zł, co stanowiło 3,9% poziomu dochodów.

## Miejscowości
- Cedynia, miasto od przełomu XIII/XIV w.

Sołectwa gminy Cedynia:
- Bielinek, Czachów, Golice, Lubiechów Dolny, Lubiechów Górny, Łukowice, Orzechów, Osinów Dolny, Piasek, Radostów, Siekierki, Stara Rudnica, Stary Kostrzynek i Żelichów.

Miejscowości w sołectwach: Barcie, Markocin, Niesułów, Parchnica, Piasecznik, Trzypole.